# Nikolaj Grigorjevič Repnin-Volkonski
Knez Nikolaj Grigorjevič Repnin-Volkonski (rusko Никола́й Григо́рьевич Репни́н-Волко́нский), ruski general, * 1778, † 1845.
Bil je eden izmed pomembnejših generalov, ki so se borili med Napoleonovo invazijo na Rusijo; posledično je bil njegov portret dodan v Vojaško galerijo Zimskega dvorca.

## Življenje
Tako njegov stari oče in oče sta bila generala. Po vojaški šoli je 9. oktobra 1792 vstopil v dvorne enote Izmailovskega polka. 1. januarja 1796 je bil povišan v poročnika in 14. aprila naslednje leto je bil premeščen v dvorni huzarski polk; 29. septembra istega leta je postal adjutant. Konec leta 1797 je bil poslan v Berlin na kronanje Friderika Viljema III.
Leta 1799 je sodeloval v nizozemski kampanji; po ruskem porazu pri Berganu je bil sprejet na angleško fregato, s katero je obplul francosko obalo. 27. septembra 1800 je bil povišan v polkovnika in 12. julija 1801 je bil povzdignjen v kneza Repnin-Volkovskega. 17. septembra 1802 je bil premeščen v Gardni konjeniški polk.
12. septembra 1802 se je poročil z Barbaro, hčerko grofa Alekseja Kiriloviča Razumovskega; ob poroki je prejel 100.000 rubljev in 3.000 kmetov (pozneje še dodatnih 10.000). Med bitki pri Austerlitzu je od njegove enote preživelo le 18 vojakov, medtem ko je bil sam ujet. Pozneje je bil izpuščen in septembra 1806 se je upokojil kot generalmajor.
Plemstvo Nižnij-Novgoroda ga je imenovalo za svojega vodjo in 11. novembra 1808 je ponovno vstopil v vojaško službo. 1. januarja 1809 je bil ponovno povišan v generalmajorja in 9. januarja 1809 je bil imenovan za izrednega poslanika westphalškem dvoru; v tem času je opravljal obveščevalno službo.
12. februarja 1810 je postal charge d'affaires v Madridu, a ni nikoli zasedel položaja, ker je bil zadržan v Parizu. V tem času je tako v Rusijo pošiljal podatke o državi in francoski vojski ter izdelal natančen zemljevid Nemčije. Marca 1811 se je vrnil v Peterburg,
12. marca 1812 je postal poveljnik 9. konjeniške divizije in 8. oktobra 1813 je postal generalni guverner Saške ter poveljnik ruskih okupacijskih sil. 5. marca 1814 je bil povišan v generalporočnika. 
22. julija 1816 je postal vojaški guverner Poltave, pri čemer je kontroliral še Černigov. 6. decembra 1834 je bil razrešen položaja in postal državni svetnik. Kmalu so se pojavile obtožbe o nepravilni porabi sredstev, zaradi česar je bil 28. junija 1836 brez preiskave razrešen položaja. Zapustil je Rusijo in se vrnil šele leta 1842.